# ス・パ・ナ
ス・パ・ナは凪沢亮介のギャグ漫画。『月刊コミックブンブン』に連載されていた。

## 概要
超能力を持った少女・ミノカとその幼馴染のカズマの周りで起きるドタバタを描いた物語。特定の主人公は明言されておらず、カズマの姉のアキハや、不思議生物の柱犬を主軸に描かれた話も多い。
なお、単行本の作者コメントによればタイトルは、英語で超能力を意味する「スーパーナチュラルパワー」をかなり強引に略したもの、との事で、工具のスパナとは全く関係がない。

## 登場人物

### 主要人物
ミノカ
本作のメインヒロイン。小学5年生。茶色い髪のあどけない少女だが、その正体は複合型超能力者。底抜けのお人好しかつかなりの天然なので、能力を暴走させてしまうこともしばしばあり、まともに成功したためしがない。カズマの事が大好き。料理の腕は最低レベル。
使用する能力
テレキネシス
手を触れずに物を動かしたり、破壊したりする能力。もっとも初期から使用している基本能力だが、最後の最後まで完全制御は出来なかった。
テレポーテーション
瞬間移動能力。自分だけでなく、他の物にも使用可能。日本中を覆い尽くす雨雲を一か所に集中させ、異常乾燥で苦しむ赤道直下の国に転移させるといった離れ業も可能。
巨大化
物体を巨大化させる。生物である柱犬にも有効だった。
精神入れ替え
他者の精神と肉体を入れ替える能力。
カズマ
銀髪でメガネをかけた少年。ミノカの幼馴染で、思春期の少年らしく彼女に対してはツンデレな一面を見せる。本作では数少ない常識人で、ボケまくる他キャラにひたすらツッコんでいる。勉強は出来るが運動音痴で多少オタクっぽい。しかしやるときはやる男で、ミノカとチカを守るために自分を顧みずに野犬に立ち向かったこともある。
アキハによれば家の料理は彼が行っているらしい。両親はアメリカに住んでおり、姉とコロの2人と1匹で暮らしている。家はミノカの隣にある。
アキハ
カズマの姉で、長身の美人女子高生。長い黒髪がチャームポイントだが、喧嘩で掴まれても問題が無いように、普段は二重カツラを被っている。指の力だけでスプーン曲げを行うほどの凄まじい怪力と、至近距離からのエアガンの弾丸をも躱すスピードを持ち、町内最強の座をほしいままにしている。その名声を聞きつけて番長が仲間を引き連れて襲い掛かったことがあるが、結果は大敗に終わった。性格は、一言でいうなら『脳筋』で、とにかく何でも力押しだけで解決しようとする大雑把な人物。巻末の読者投稿コーナーからは「ブンブンで一番多く人を殴っています」とまで書かれる始末。
時代劇『寿司ザムライ』の大ファンで、ロケを見物に行った時には主演男優に暴力を振るおうとした悪党を叩きのめしている。
柱犬 （はしらいぬ）
空から降ってきた奇妙な生物。ミノカの家に居候している。50cmほどの円柱から耳を生やしたような姿をしており、その外見と犬っぽい行動からアキハにこの名前を付けられた。体色は水色だが、「尻尾をひねる＋押す」という動作により透明になることが出来る。関西弁と犬語を話す。好物はドッグフードで、嗜みとして乾電池から電気を吸うこともある（吸った後は酔っぱらう）。耳は伸縮自在で、「イヤーカッター」として物体を切断することもできる。
作品終盤でミノカに吹き飛ばされて頭部を強打し、記憶喪失になってチカに拾われたことがある。

### 超能力者
ヒカル
ミノカとカズマのクラスに転校してきた少年。本名は輝矢 ヒカル（かがや ひかる）。その名の通り、額が広く光を反射しやすい。能力のせいでなんでも思い通りになると過信しており、独善的で傲慢な性格。しかし根は割といい奴で、運動音痴のカズマに花を持たせるため球技大会でヒールを買って出たこともある。
能力は「コントローラー」で、その名の通り（本人も『そのまんまとか言うなよ』とミノカに釘を刺していた）テレビゲームのコントローラーからプラグを伸ばし、刺した物を生物・非生物問わず自在に操作する能力。脳につなげば肉体だけでなく精神まで操作可能。だが、なぜかアキハには全く通用せず、頭に思いっ切り『ハゲ電球』と書かれてしまった（のちにこれが原因で担任の髪が薄い先生に精神的ダメージを与えることとなる）。
チカ
桃色の髪をツインテールにした少女。カズマの昔の友達で、彼に淡い恋心を抱いている。後にミノカやヒカルなどの超能力者とも知り合い、仲良くなっていく。
能力は「擬音の実体化」。漫画などで使用されるオノマトペを吹き込んだ水鉄砲を発射することで、その擬音通りの効果を出すことが可能（たとえば「フワフワ」と言って発射すると、落下している物体の速度が急に遅くなったりする）。

### その他
おばあさん
ミノカの祖母。孫であるミノカには優しいが、柱犬とは喧嘩ばかりしている。高齢にもかかわらず高い身体能力を有しており、公園の平和を守るヒーロー「ボランティアマン」に扮してマナーに反する不良たちを追い払っていた。
番長
2ｍ級の巨躯を誇る不良高校生。眼は少女漫画のキャラのように澄んでいて、それを隠すためにいつもサングラスをかけている。仲間を引き連れアキハに決闘を申し込むが逆に手ひどくやられた上に素顔を晒され、恥ずかしさのあまり逃走する。再登場した際には公園でおばあさんとひと悶着を起こし、立派に更生して公園の平和を守るヒーロー、『力の2号』になった。（ちなみに技の1号はおばあさん）。
コロ
アキハとカズマの家で飼われているオスのコリー犬。気高く義理堅い精神を持つが、人間には気を使って可愛い犬のふりをしている。柱犬とは大の仲良し。本人曰く「オレの名前は、『殺』と書いて『コロ』だ」。
クロ
額に十字の傷を持つ黒毛の野良犬（しかしその傷の原因はひどくくだらない）。オスだが、クマのぬいぐるみを大切にしている。コロとはライバル関係で、顔を見るたびに殴りかかっている（噛みついたりひっかいたりしないのは、無用な怪我を避けるため）。
ポメ
クロの舎弟のポメラニアン犬。可愛い外見に反して喋り方はチンピラくさい。
ブルキャット
巨大な三毛猫。もちろん、メス。自分と仲のいい白猫を巡り柱犬とタイマンを張った過去があり（その猫はオスだったが美しい外見のため柱犬がメスだとばかり思い込んでいた）、以降は柱犬に好意を寄せる。

## 書籍
- 凪沢亮介『ス・パ・ナ』（ポプラ社、ブンブンコミックス）

１巻　2004年10月　ISBN 978-4-591-08278-2
２巻　2005年07月　ISBN 978-4-591-08642-1
３巻　2006年02月　ISBN 978-4-591-09009-1